# لووتشکا (ناحیه زلین)
لووتشکا (به چکی: Loučka) یک منطقهٔ مسکونی در جمهوری چک است که در ناحیه زلین واقع شده‌است. لووتشکا ۷٫۵۸ کیلومتر مربع مساحت و ۴۸۶ نفر جمعیت دارد و ۴۳۸ متر بالاتر از سطح دریا واقع شده‌است.